# Усть-Єденьга
Усть-Єденьга́ (рос. Усть-Еденьга) — присілок у складі Тотемського району Вологодської області, Росія. Входить до складу П'ятовського сільського поселення.

## Населення
Населення — 176 осіб (2010; 225 у 2002).
Національний склад (станом на 2002 рік):
- росіяни — 96 %